# Carl W. Hergenrother
| (6533) Giuseppina       | 24. Februar 1995   |
| (6613) Williamcarl      | 2. Juni 1994       |
| (7488) Robertpaul       | 27. Mai 1995       |
| (7489) Oribe            | 26. Juni 1995      |
| (7707) Yes              | 17. April 1993     |
| (7887) Bratfest         | 18. September 1993 |
| (7959) Alysecherri      | 2. August 1994     |
| (12789) Salvadoraguirre | 14. Oktober 1995   |
| (55844) Bičák           | 12. September 1996 |

Carl W. Hergenrother (* 1973) ist ein US-amerikanischer Astronom und Asteroidenentdecker.
Er arbeitet am Lunar and Planetary Laboratory der University of Arizona in Tucson. Zusammen mit den Astronomen der Catalina Sky Survey entdeckte von 1993 bis Januar 2010 insgesamt 29 Asteroiden.
Daneben ist er der Entdecker mehrerer Kometen wie C/1996 R1 (Hergenrother-Spahr), 168P/Hergenrother, 175P/Hergenrother und P/1999 V1 (Catalina).

## Ehrungen
Der Asteroid (3099) Hergenrother wurde nach ihm benannt.